# شجر البلوط الحي
شجر البلوط الحي (الاسم العلمي: Cyclobalanopsis) هو جنس، في فصيلة زانية، وضع التسمية العلمية  Anders Sandøe Ørsted (botanist) ‏، وذلك في  1867.

## أصنوفات
الأصنوفات الأدنى لهذا الكائن:
- كود سباركل
- تحديث القائمة

نوع:Cyclobalanopsis albicaulis 
اسم علمي: Cyclobalanopsis albicaulis

نوع:Cyclobalanopsis annulata 
اسم علمي: Cyclobalanopsis annulata

نوع:Cyclobalanopsis argyrotricha 
اسم علمي: Cyclobalanopsis argyrotricha

نوع:Cyclobalanopsis augustinii 
اسم علمي: Cyclobalanopsis augustinii

نوع:Cyclobalanopsis austrocochinchinensis 
اسم علمي: Cyclobalanopsis austrocochinchinensis

نوع:Cyclobalanopsis austroglauca 
اسم علمي: Cyclobalanopsis austroglauca

نوع:Cyclobalanopsis bambusifolia 
اسم علمي: Cyclobalanopsis bambusifolia

نوع:Cyclobalanopsis bella 
اسم علمي: Cyclobalanopsis bella

نوع:Cyclobalanopsis blakei 
اسم علمي: Cyclobalanopsis blakei

نوع:Cyclobalanopsis brandisiana 
اسم علمي: Cyclobalanopsis brandisiana

نوع:Cyclobalanopsis brandisiana 
اسم علمي: Cyclobalanopsis brandisiana

نوع:Cyclobalanopsis breviradiata 
اسم علمي: Cyclobalanopsis breviradiata

نوع:Cyclobalanopsis camusiae 
اسم علمي: Cyclobalanopsis camusiae

نوع:Cyclobalanopsis championii 
اسم علمي: Cyclobalanopsis championii

نوع:Cyclobalanopsis changhuaglingensis 
اسم علمي: Cyclobalanopsis changhuaglingensis

نوع:Cyclobalanopsis chapensis 
اسم علمي: Cyclobalanopsis chapensis

نوع:Cyclobalanopsis chevalieri 
اسم علمي: Cyclobalanopsis chevalieri

نوع:Cyclobalanopsis chingsiensis 
اسم علمي: Cyclobalanopsis chingsiensis

نوع:Cyclobalanopsis chrysocalyx 
اسم علمي: Cyclobalanopsis chrysocalyx

نوع:Cyclobalanopsis chungii 
اسم علمي: Cyclobalanopsis chungii

نوع:Cyclobalanopsis daimingshanensis 
اسم علمي: Cyclobalanopsis daimingshanensis

نوع:Cyclobalanopsis delavayi 
اسم علمي: Cyclobalanopsis delavayi

نوع:Cyclobalanopsis delicatula 
اسم علمي: Cyclobalanopsis delicatula

نوع:Cyclobalanopsis dinghuensis 
اسم علمي: Cyclobalanopsis dinghuensis

نوع:Cyclobalanopsis disciformis 
اسم علمي: Cyclobalanopsis disciformis

نوع:Cyclobalanopsis dongfangensis 
اسم علمي: Cyclobalanopsis dongfangensis

نوع:Cyclobalanopsis edithiae 
اسم علمي: Cyclobalanopsis edithiae

نوع:Cyclobalanopsis elevaticostata 
اسم علمي: Cyclobalanopsis elevaticostata

نوع:Cyclobalanopsis fargesii 
اسم علمي: Cyclobalanopsis fargesii

نوع:Cyclobalanopsis fuliginosa 
اسم علمي: Cyclobalanopsis fuliginosa

نوع:Cyclobalanopsis fulviseriaca 
اسم علمي: Cyclobalanopsis fulviseriaca

نوع:Cyclobalanopsis fulvisericeus 
اسم علمي: Cyclobalanopsis fulvisericeus

نوع:Cyclobalanopsis gambleana 
اسم علمي: Cyclobalanopsis gambleana

نوع:Cyclobalanopsis gilva 
اسم علمي: Cyclobalanopsis gilva

نوع:Cyclobalanopsis glauca 
اسم علمي: Cyclobalanopsis glauca

نوع:Cyclobalanopsis glaucoides 
اسم علمي: Cyclobalanopsis glaucoides

نوع:Cyclobalanopsis globosa 
اسم علمي: Cyclobalanopsis globosa

نوع:Cyclobalanopsis gracilis 
اسم علمي: Cyclobalanopsis gracilis

نوع:Cyclobalanopsis hefleriana 
اسم علمي: Cyclobalanopsis hefleriana

نوع:Cyclobalanopsis helferiana 
اسم علمي: Cyclobalanopsis helferiana

نوع:Cyclobalanopsis hui 
اسم علمي: Cyclobalanopsis hui

نوع:Cyclobalanopsis hypargyrea 
اسم علمي: Cyclobalanopsis hypargyrea

نوع:Cyclobalanopsis hypophaea 
اسم علمي: Cyclobalanopsis hypophaea

نوع:Cyclobalanopsis jenseniana 
اسم علمي: Cyclobalanopsis jenseniana

نوع:Cyclobalanopsis jinpinensis 
اسم علمي: Cyclobalanopsis jinpinensis

نوع:Cyclobalanopsis kerrii 
اسم علمي: Cyclobalanopsis kerrii

نوع:Cyclobalanopsis kiukiangensis 
اسم علمي: Cyclobalanopsis kiukiangensis

نوع:Cyclobalanopsis kontumensis 
اسم علمي: Cyclobalanopsis kontumensis

نوع:Cyclobalanopsis kouangsiensis 
اسم علمي: Cyclobalanopsis kouangsiensis

نوع:Cyclobalanopsis lamellosa 
اسم علمي: Cyclobalanopsis lamellosa

نوع:Cyclobalanopsis litoralis 
اسم علمي: Cyclobalanopsis litoralis

نوع:Cyclobalanopsis litseoides 
اسم علمي: Cyclobalanopsis litseoides

نوع:Cyclobalanopsis lobbii 
اسم علمي: Cyclobalanopsis lobbii

نوع:Cyclobalanopsis longifolia 
اسم علمي: Cyclobalanopsis longifolia

نوع:Cyclobalanopsis longinux 
اسم علمي: Cyclobalanopsis longinux

نوع:Cyclobalanopsis lungmaiensis 
اسم علمي: Cyclobalanopsis lungmaiensis

نوع:Cyclobalanopsis macrocalyx 
اسم علمي: Cyclobalanopsis macrocalyx

نوع:Cyclobalanopsis meihuashanensis 
اسم علمي: Cyclobalanopsis meihuashanensis

نوع:Cyclobalanopsis morii 
اسم علمي: Cyclobalanopsis morii

نوع:Cyclobalanopsis motuoensis 
اسم علمي: Cyclobalanopsis motuoensis

نوع:Cyclobalanopsis multinervis 
اسم علمي: Cyclobalanopsis multinervis

نوع:Cyclobalanopsis myrsinifolia 
اسم علمي: Cyclobalanopsis myrsinifolia

نوع:Cyclobalanopsis neglecta 
اسم علمي: Cyclobalanopsis neglecta

نوع:Cyclobalanopsis nigrinervis 
اسم علمي: Cyclobalanopsis nigrinervis

نوع:Cyclobalanopsis ningangensis 
اسم علمي: Cyclobalanopsis ningangensis

نوع:Cyclobalanopsis obovatifolia 
اسم علمي: Cyclobalanopsis obovatifolia

نوع:Cyclobalanopsis oxyodon 
اسم علمي: Cyclobalanopsis oxyodon

نوع:Cyclobalanopsis pachyloma 
اسم علمي: Cyclobalanopsis pachyloma

نوع:Cyclobalanopsis patelliformis 
اسم علمي: Cyclobalanopsis patelliformis

نوع:Cyclobalanopsis pentacycla 
اسم علمي: Cyclobalanopsis pentacycla

نوع:Cyclobalanopsis phanera 
اسم علمي: Cyclobalanopsis phanera

نوع:Cyclobalanopsis pinbianensis 
اسم علمي: Cyclobalanopsis pinbianensis

نوع:Cyclobalanopsis poilanei 
اسم علمي: Cyclobalanopsis poilanei

نوع:Cyclobalanopsis pseudoglauca 
اسم علمي: Cyclobalanopsis pseudoglauca

نوع:Cyclobalanopsis repandifolia 
اسم علمي: Cyclobalanopsis repandifolia

نوع:Cyclobalanopsis rex 
اسم علمي: Cyclobalanopsis rex

نوع:Cyclobalanopsis salicina 
اسم علمي: Cyclobalanopsis salicina

نوع:Cyclobalanopsis saravanensis 
اسم علمي: Cyclobalanopsis saravanensis

نوع:Cyclobalanopsis semiserrata 
اسم علمي: Cyclobalanopsis semiserrata

نوع:Cyclobalanopsis semiserratoides 
اسم علمي: Cyclobalanopsis semiserratoides

نوع:Cyclobalanopsis sessilifolia 
اسم علمي: Cyclobalanopsis sessilifolia

نوع:Cyclobalanopsis shennongii 
اسم علمي: Cyclobalanopsis shennongii

نوع:Cyclobalanopsis sichourensis 
اسم علمي: Cyclobalanopsis sichourensis

نوع:Cyclobalanopsis stenophylloides 
اسم علمي: Cyclobalanopsis stenophylloides

نوع:Cyclobalanopsis stewardiana 
اسم علمي: Cyclobalanopsis stewardiana

نوع:Cyclobalanopsis subhinoidea 
اسم علمي: Cyclobalanopsis subhinoidea

نوع:Cyclobalanopsis tenuicupula 
اسم علمي: Cyclobalanopsis tenuicupula

نوع:Cyclobalanopsis thorelii 
اسم علمي: Cyclobalanopsis thorelii

نوع:Cyclobalanopsis tiaoloshanica 
اسم علمي: Cyclobalanopsis tiaoloshanica

نوع:Cyclobalanopsis tomentosinervis 
اسم علمي: Cyclobalanopsis tomentosinervis

نوع:Cyclobalanopsis xanthotricha 
اسم علمي: Cyclobalanopsis xanthotricha

نوع:Cyclobalanopsis xizangensis 
اسم علمي: Cyclobalanopsis xizangensis

نوع:Cyclobalanopsis yin-qianii 
اسم علمي: Cyclobalanopsis yin-qianii

نوع:Cyclobalanopsis yingjiangensis 
اسم علمي: Cyclobalanopsis yingjiangensis

نوع:Cyclobalanopsis yonganensis 
اسم علمي: Cyclobalanopsis yonganensis

نوع:Quercus fleuryi 
اسم علمي: Quercus fleuryi